# Matrimonio en Pakistán
El matrimonio en Pakistán, en urdu: پاکستانی شادی, se refiere a las tradiciones matrimoniales establecidas y observadas por hombres y  mujeres pakistaníes. A pesar de sus variaciones locales y regionales, los matrimonios en Pakistán generalmente siguen la jurisprudencia marital islámica, la mayoría de estos matrimonios son arreglados desde que las mujeres son pequeñas para garantizarles un futuro; según los padres esto es algo que se ha hecho desde hace mucho tiempo en este lugar. Culturalmente, los matrimonios no solo son vistos como una unión entre un esposo y una esposa, sino también como una alianza entre sus respectivas familias. Estas tradiciones se extienden a otros países del mundo donde existen comunidades pakistaníes en el extranjero.

## Antes de la boda

### La búsqueda
La búsqueda de un novio o novia potencial (رشتہ تلاش کرنا) es el primer paso de los matrimonios pakistaníes tradicionales. Después de los 20 años de edad, tanto hombres como mujeres son considerados novios y novias potenciales. La mayoría de los matrimonios en Pakistán son matrimonios arreglados tradicionales, matrimonios semi-acordados o matrimonios por amor. Normalmente la búsqueda comienza tan pronto como la chica cumple los veinte años.
- El matrimonio arreglado ocurre cuando un miembro de la familia, un amigo cercano o una tercera persona ayuda a reunir en matrimonio a dos personas supuestamente compatibles. El novio y la novia nunca se han visto antes, y cualquier interacción entre ellos es como una pequeña charla con un extraño. Esta forma de matrimonio se considera tradicional, pero está perdiendo popularidad entre las nuevas generaciones.
- El matrimonio semiacordado es una tendencia creciente en la que tanto hombres como mujeres interactúan entre sí antes del matrimonio, una forma de noviazgo). Por lo general, tanto el hombre como la mujer han tenido varias oportunidades de "conocerse y saludarse", lo que les ha permitido a ambos adquirir un sentido de familiaridad.[6] Este proceso puede durar de unos pocos meses a unos pocos años y puede o no culminar en el matrimonio. Sin embargo, si ambos están de acuerdo en casarse, el novio potencial se acercará a su familia para enviar una propuesta a la familia de la novia potencial.[7]
- Los matrimonios por amor, también conocidos como matrimonios de corte o cortejo, son raros ya que el concepto de "consentimiento familiar" ha sido eliminado. Tal libre albedrío desafía las mentalidades tradicionales, ya que «deshonra» a la poderosa institución de la sociedad pakistaní: la familia. Sin el consentimiento de la familia, los matrimonios suelen estar mal vistos.[8]

### Proposiciones
Una vez que la decisión ha sido tomada por el hombre, la mujer o ambos, uno o más representantes de la familia del novio potencial visitan a la familia de la novia potencial. En los matrimonios concertados, la primera visita es puramente para que las partes se conozcan entre sí y no incluye una propuesta formal. Después de la primera visita, tanto el hombre como la mujer tienen la palabra para decidir si desean o no un seguimiento de esta visita. Una vez que ambas partes están de acuerdo, se lleva a cabo una fiesta de propuesta, شادی کا پیام, en la casa de la novia, donde los padres del novio y los ancianos de la familia piden formalmente a los padres de la novia su mano en matrimonio. En los matrimonios semiacordados, la primera o segunda visita puede incluir una propuesta formal, ya que tanto el hombre como la mujer ya han acordado el matrimonio con anterioridad - la propuesta es más o menos una formalidad. En los matrimonios amorosos, el hombre propone directamente a la mujer. Una vez aceptada la propuesta de boda, se sirven bebidas y refrescos. Dependiendo de las tradiciones familiares individuales, la futura novia también puede recibir regalos como joyas y una variedad de regalos. Algunas familias religiosas también pueden recitar Surah Al-Fatihah.

### Compromiso
Un compromiso, llamado nisbat نِسبت, mangni منگنی o habar bandi حبر بندی) es una ceremonia formal para marcar el compromiso de la pareja.  Por lo general, se trata de una ceremonia pequeña que se lleva a cabo en presencia de unos pocos miembros cercanos de las familias de los futuros novios. Los anillos y otros artículos de joyería entre las familias acomodadas se intercambian entre los novios. En las ceremonias tradicionales de compromiso, la novia y el novio no se sientan juntos y los anillos se colocan en el dedo de la novia por la madre o hermana del novio, y viceversa. Sin embargo, las ceremonias de compromiso segregado se han convertido en una rareza entre las nuevas generaciones y los anillos suelen intercambiarse entre la pareja. Una oración, Dua, y bendiciones son recitadas por la pareja, y se decide la fecha de la boda.

## La boda
Los matrimonios concertados y semiacordados en Pakistán suelen tardar mucho tiempo en concluirse. Puede transcurrir hasta un año o más desde el día del compromiso hasta el día de la boda. Las costumbres y celebraciones de la boda también difieren significativamente dependiendo del origen étnico y la religión. Sin embargo, una boda típica pakistaní tiene al menos tres costumbres principales: Rasm-e-Henna, Nikah y Walima.

### Rasm-e-Heena
La Rasm-e-Heena (رسمی حنا) o mehndi (مہندی) es una ceremonia que lleva el nombre de henna, un tinte preparado a partir de la planta Lawsonia inermis que se mezcla en forma de pasta para aplicar en las manos de los novios. Este evento se celebra unos días antes de la ceremonia principal de la boda y tradicionalmente se celebraba por separado para los novios. Sin embargo, hoy en día la ceremonia se suele combinar y se celebra en una sala de matrimonio. El novio vestirá típicamente un shalwar qameez, sherwani o traje occidental negro o blanco, mientras que la novia vestirá típicamente un shalwar kameez, sari o lehnga bordado de colores brillantes. El vestido puede o no estar acompañado de joyas, dependiendo de la región y el origen étnico. En la ceremonia nupcial, un cierto número de mujeres casadas que están estrechamente relacionadas con la novia se aplican henna en las manos y le dan de comer dulces. Se supone que este ritual trae buena suerte y longevidad a la vida matrimonial de la novia. Es tradicional que la hermana del novio decida qué tipo de vestimenta se debe usar, incluyendo el estilo, los acentos y el color. Los peinados también pueden ser elegidos por la hermana del novio. Del mismo modo, por el lado del novio, se le aplica aceite en la cabeza y se le dan dulces al novio. A veces, en las celebraciones de Rasm-e-Heena se realizan actuaciones musicales y actuaciones muy elaboradas. También son muy comunes hoy en día las secuencias de baile y las competiciones entre las familias de los novios. Tradicionalmente se consideraba un «evento de mujeres», ya que los hombres no participaban en él. Sin embargo, esto ha cambiado sustancialmente en las últimas generaciones y los hombres ocupan un lugar destacado. Aunque en algunas familias el rasm-e-heena no se considera obligatorio.

### Ceremonia de matrimonio o Shaadi
La celebración de la ceremonia matrimonial difiere de una cultura a otra. En las bodas punjabíes, la ceremonia es tradicionalmente organizada por la familia de la novia, mientras que en las bodas de Baloch la ceremonia es tradicionalmente organizada por la familia del novio. Hoy en día, es habitual celebrar el evento en un salón matrimonial, restaurante u hotel.

#### Nikah
Nikah (نِكاح) es la ceremonia de matrimonio formal en la que se firma un  contrato de matrimonio (نکاح نامہ) entre el novio y la novia en presencia de los miembros de la familia. La nikah es realizada por un Imán, Mufti, Sheikh o Mullah, que está autorizado por el gobierno para realizar este ritual. La novia y el novio deben tener dos testigos presentes para asegurar que el matrimonio sea consensual.

#### Aarsi Mushaf Dikhana
Aarsi Mushaf Dikhana (آرسى مشف دِكهانا) o munh dekhai (منہ دِکھائی) es un ritual de «mostrar la cara» después de la ceremonia de nikah. Un chal bordado de color verde se coloca generalmente sobre la cabeza de la pareja y se hace que se vean en el espejo y la novia descubre su rostro que mantiene escondido durante la nikah. La novia y el novio comparten una pieza de fruta y la familia y los amigos felicitan a la pareja y ofrecen regalos. A continuación, se sirve la cena a los invitados.

#### Rukhsati
Rukhsati (رُخصتی) -  (a veces llamado Doli (ڈولی) - "palanquín") tiene lugar cuando el novio y la novia se van juntos con el permiso de los ancianos de la familia. En este punto la novia y el novio se casan a los ojos de Dios y esta es la despedida de la novia a su familia. Tradicionalmente, el novio viajaba al local de Nikkah en un caballo decorado y después de la Nikkah, lleva a su esposa en un doli o palanquín. En los últimos tiempos, el doli es reemplazado por coches. Pequeñas bromas  suelen hacerse al novio para alegrar el ambiente mientras se retrasa la partida de la novia, por ejemplo, los hermanos de la novia pueden esconder los zapatos del novio o bloquear la salida requiriendo un pequeño obsequio para permitir que la pareja se vaya. Esto se yuxtapone con la adusta ocasión para los padres de la novia, ya que marca la partida de su hija de su hogar y puede convertirse en una escena muy emotiva. Para bendecir y proteger a la pareja, el Corán se coloca sobre la cabeza de la novia cuando esta se va, y aunque el Corán pueda estar involucrado, no hay ninguna base en el Islam o en la tradición musulmana para el Rukhsati. Las culturas musulmanas fuera del subcontinente indio generalmente no practican la tradición rukhsati. Tradiciones similares existen en todas partes del subcontinente, por ejemplo Vidai o Bidaai en la tradición hindú, Doli en las bodas punjabi y sikh, Bidai o Kankanjali en las bodas bengalíes, Kanyadan en las bodas nepalesas y Kschemadandulu en las bodas del sur de la India. En tiempos recientes el rukhsati ha sido utilizado para ejercer control o extraer dote, sin embargo esta práctica no está permitida en el islam ya que se considera haram que cualquier persona impida a una mujer casada ir con su marido, después de que se haya realizado la Nikkah.

#### Cena
Se sirve una cena que consiste en varios platillos con carne muy presente en la comida. Algunos de los platos bien representados en una comida de boda incluyen pullao, biryani, chaanp, chargha, varias formas de aves asadas y cordero, varias formas de kebabs, naan, Shirmal, Taftan, Falooda, Kulfi, etc.

#### Regalos
Es costumbre que los novios reciban regalos de boda en efectivo. Tradicionalmente se entrega a la novia o al novio un sobre con dinero en efectivo  cuando los invitados de la boda vienen a visitarlos durante la recepción de la boda. También es costumbre que los amigos y familiares de la pareja los inviten a cenar y almorzar después de la boda para aceptarlos formalmente como pareja. Esto a menudo puede resultar en las primeras semanas de la vida matrimonial para los recién casados que se pasan participando en cenas y pequeñas recepciones.

#### Walima
Walima (ولِيمہ) es el último día de la boda en la que la pareja celebra su primera cena como marido y mujer. Esto es para celebrar la consumación como marido y  mujer. Esto se organiza tradicionalmente por el novio y/o su familia, por lo tanto, sin sus padres, este ritual normalmente no puede realizarse. Así que para que el walima sea válido, la bendición y la presencia de los padres es el factor más importante. La familia del novio, específicamente sus padres, invitan a toda la familia de la novia y a sus invitados a su casa para un banquete. Más comúnmente hoy en día, esto se lleva a cabo en un salón de bodas o en un hotel. La Valima es típicamente el evento más festivo de la ceremonia de la boda y tiene la intención de dar a conocer el matrimonio. La novia lleva un vestido muy decorado con joyas de oro proporcionadas por la familia del novio. El novio normalmente opta por un traje o esmoquin occidental formal. El hermano de la novia decide el atuendo para todos los hombres solteros, y la hermana del novio decide el atuendo y las joyas para todas las mujeres solteras. Es en esta ceremonia que se les presenta formal y públicamente como una pareja casada.

#### Canciones
Las canciones de boda se interpretan típicamente durante la función Rasm-e-Heena. Estas canciones son principalmente canciones folclóricas tradicionales, pero también pueden incluir canciones pop.

## Luna de miel

### Shab-i-Zifat
Shab-i-Zifaf (شبِ زِفاف) se refiere a la primera noche de pareja y ocurre después de que la novia se ha ido a la casa del novio. El día de la boda, el dormitorio de la pareja está decorado con flores. Es costumbre que se coloquen rosas o pétalos de rosa sobre la cama de la pareja y a veces que se usen guirnaldas o cuerdas de rosas como cortinas de cama. Los parientes femeninos del novio conducen a la novia al dormitorio y ella es dejada por algún tiempo para esperar la llegada del novio. En este momento es común que el novio se quede con sus parientes por un tiempo. Después de que los parientes se han ido, el novio entra en la habitación donde la novia está esperando. Tradicionalmente el velo de la novia o el velo de la cabeza (dupatta o chador) se cubre para que cubra su cara (گھونگٹ). Es costumbre que el marido cepille el velo de la novia para revelar su rostro como una de las primeras cosas en esa noche. También es costumbre en algunas familias que el marido presente a su esposa recién casada una pequeña muestra de afecto. Esto es generalmente un anillo o una reliquia familiar.

## Variaciones regionales

### Attan
Attan ( اتڼ) es un baile Pashtun que se realiza generalmente al final de las ceremonias de matrimonio. Tradicionalmente, sin embargo, el baile se realizaba dos veces - una al principio de la boda y otra al final.

### Baraat
Baraat (برات) es la procesión de la familia, parientes y amigos del novio que acompañan al novio a la casa de la novia para la ceremonia oficial de la boda. El novio se dirige a la casa de la novia en un caballo o coche ricamente decorado y el "baraat" lo sigue en diferentes vehículos. Por lo general, también van acompañados de un grupo musical que toca canciones de boda. El novio es recibido calurosamente por la familia de la novia con guirnaldas de flores y pétalos de rosa lanzados en la procesión por las hermanas, primos y amigos de la novia. Baraat es común en las bodas Sindhi y Punjabi.

### Bijjar
Bijjar ( بجر) es una palabra  balochi que se traduce literalmente como "cooperación", pero en realidad es la recepción de ayuda, en la que el novio o los miembros de su familia reciben  Bijjar de los miembros de la comunidad, principalmente parientes y amigos, para realizar la boda sin problemas. Bijjar solía venir en forma de ganado o cultivos, pero hoy en día es principalmente dinero y se devuelve en las bodas de familiares y amigos en un momento posterior.

### Dastar Bandi
Dastar Bandi ( دستار بندی) es una ceremonia en la que se coloca un turbante en la cabeza del novio y marca el comienzo de la virilidad. Los ancianos de la familia del novio le colocan un turbante en la cabeza y lo incluyen formalmente en el «círculo de hombres». Esta ceremonia se realiza comúnmente en Khyber Pakhtunkhwa, el Punjab occidental y el norte de  Baluchistán.

### Dholki
Dholki ( ڈھولکی) es una ceremonia que toma su nombre del instrumento de percusión Dholki y que se presenta mucho durante las celebraciones de bodas en Punjab. Tradicionalmente, muchos días o incluso semanas antes del día de la boda, las mujeres se reúnen en la casa de la novia por la noche para cantar y bailar acompañadas de otros instrumentos de percusión. Hoy, esta ceremonia también se ha reducido a una sola noche de canto y a menudo se combina con la ceremonia de Rasm-e-Heena.

### Doodh Pilai
Doodh Pilai ( دودھ پلائی) es una ceremonia que prevalece en muchas bodas en urdu. El día de la boda, las hermanas, primos o amigos de la novia traerán leche para el novio. Después de beber la leche, se supone que los obsequia con dinero y regalos.

### Haldi
Haldi (ہلدی) es un ritual de boda sindhi seguido por los novios - una forma de purificación que consiste en verter aceite y haldi por todos los cuerpos de los novios; esto lo hacen los miembros de la familia de ambos. Después de la ceremonia, la pareja no puede salir de la casa.

### Jol Bandi
Jol Bandi (جول بینڈی) o Bashang (بشنگ) es una ceremonia de boda Baloch celebrada en la casa de la novia y es similar en concepto a Rasm-e-Heena. "Jol" significa una gran hoja bien decorada en Balochi y "bandi" significa "cerrar". Durante esta ceremonia, la novia se cubre con la sábana decorada, normalmente sembrada por la familia del novio. Esto marca el comienzo de la ceremonia oficial de la boda.

### Maklava
Maklava es una costumbre predominantemente Punjabi. Tradicionalmente, los matrimonios se concertaban y a menudo se contraían entre personas de diferentes ciudades y pueblos. Esto a menudo significaba que la novia no estaba familiarizada con su nueva familia. Para facilitarle la entrada en la nueva vida y en los alrededores, fue llevada de vuelta a casa de sus padres unos días después de la boda. Luego pasó algún tiempo en casa de sus padres antes de regresar a la casa de su nuevo esposo. Esta práctica sigue prevaleciendo en la mayoría de las zonas rurales del Punjab.

### Mobaraki
Mobaraki (مبارکی) es un banquete post-boda común en las bodas de Baloch y es presentado por la familia de la novia. Toda la familia del novio, amigos y parientes están invitados junto con los parientes y amigos de la familia de la novia.

### Paon Dhulai
Paon Dhulai es una tradición de boda Sindhi, donde el hermano de la novia lava los pies de los novios. Algunas familias condenaron esto porque parece un insulto a la familia de la novia.

### Sami
Sammi es un baile folclórico que se realiza principalmente en la región de Potohar, en el Punjab superior, y en la región de Hazara, en Khyber Pakhtunkhwa, durante las bodas.

### Otras tradiciones
Chauthi, o el cuarto día después de la boda los padres de la novia organizan una cena para los miembros de la familia inmediata del novio, a menudo esto está marcado con tradiciones juguetonas como esconder los zapatos del novio y un banquete lujoso.
- Darwaza Rukai, bloqueo de la puerta.
- Godda Pharai/Guthna Pakrai, es una costumbre Punjabi en la cual el hermano menor del novio sostiene la rodilla de la novia y no la suelta hasta que se le da algún regalo monetario aceptable.
- Sehra Bandhai, aderezo de guirnaldas

## Costumbres religiosas

### Mahr
Mahr (مهر) es un pago obligatorio, en forma de dinero o posesiones que el novio pagará a la novia.  Aunque el mahr es a menudo dinero, también puede ser cualquier cosa acordada por la novia, como joyas, artículos para el hogar, muebles, una vivienda o algún terreno. El mahr se especifica típicamente en el contrato matrimonial firmado durante un matrimonio islámico. La cantidad de mehr es decidida por la familia de la novia y el tiempo del pago es negociable.